# Стрельников, Александр Владимирович
Александр Владимирович Стрельников (род. 8 июня 1957, Гудермес, Чечено-Ингушская АССР) — советский и казахстанский боксёр и тренер; мастер спорта СССР международного класса, заслуженный тренер Республики Казахстан, почётный деятель спорта Республики Казахстан (2005).

## Биография
Родился 18 июня 1957 году в Чечено-Ингушской АССР, ныне Чеченской Республики.
Боксом занимался с 1969 по 1980 годы, получив звание мастера спорта СССР международного класса. Был бронзовым призером Чемпионата СССР (1977, Фрунзе, Киргизская ССР) и победителем многих международных турниров.
В 1978 году окончил Казахский институт физической культуры. Работал в школе высшего спортивного мастерства тренером-преподавателем по боксу. Воспитал выдающегося казахского боксёра — Серика Сапиева, Заслуженного мастера спорта Республики Казахстан.

## Награды
- Был награжден правительственными наградами Казахстана — орденами «Орден «Барыс»» 3 степени и «Курмет».
- В 2012 году А. В. Стрельникову решением областного маслихата, принятым на очередной IX сессии, было присвоено звание «Почётный гражданин Карагандинской области»:[2]

«На основании представления акима Карагандинской области за выдающиеся заслуги и личный вклад в развитие спорта Карагандинской области и республики Казахстан присвоить звание «Почетный гражданин Карагандинской области» чемпиону XXX олимпийских игр, обладателю кубка Вэла Баркера, заслуженному мастеру спорта РК, капитану национальной сборной команды РК по боксу С. Сапиеву и заслуженному тренеру РК А. Стрельникову».

Как подчеркнул глава региона Абельгази Кусаинов, Сапиев и Стрельников стали первыми почетными гражданами области.